# Prix d'excellence des arts et de la culture
Les Prix d'excellence des arts et de la culture sont des récompenses remises chaque année lors d'un événement d'envergure visant à souligner l'excellence des créateurs des régions de la Capitale-Nationale et de Chaudière-Appalaches.

## Description des prix
Créée en 1987, cette remise de prix souligne le travail des artistes, artisans et travailleurs culturels de toutes les disciplines artistiques et pratiques culturelles. Ils sont remis conjointement par plusieurs organismes, :
- Centre de formation et de consultation en métiers d'art
- Fondation de l'opéra de Montréal
- Institut Canadien de Québec
- Manif d'Art
- La Fondation du Théâtre du Trident
- Chambre de commerce et d'industrie de Québec
- ville de Lévis
- ville de Québec
- Conseil de la culture des régions de Québec et de Chaudière-Appalaches et Conseil des arts et des lettres du Québec

## Prix duCALQ– Artiste de l’année dans la Capitale-Nationale
Prix assorti d’un montant de 10 000 $, vise à reconnaître un ou une artiste, ou un écrivain ou une écrivaine qui se démarque par le dynamisme de son parcours et l’excellence de ses réalisations récentes.
Ce prix est issu d’une collaboration entre le Conseil des arts et des lettres du Québec, responsable de la gestion du programme, et Culture Capitale-Nationale et Chaudière-Appalaches, promoteur de l’appel à candidatures et de la remise du prix.
Une vidéo portant sur le lauréat ou la lauréate sera diffusée au cours de l’année sur La Fabrique culturelle, la plateforme culturelle numérique de Télé-Québec (sauf exception).

## Prix du CALQ – Artiste de l’année en Chaudière-Appalaches
Prix assorti d’un montant de 10 000 $, vise à reconnaître un ou une artiste, ou un écrivain ou une écrivaine qui se démarque par le dynamisme de son parcours et l’excellence de ses réalisations récentes.
Ce prix est issu d’une collaboration entre le Conseil des arts et des lettres du Québec, responsable de la gestion du programme, et Culture Capitale-Nationale et Chaudière-Appalaches, promoteur de l’appel à candidatures et de la remise du prix.
Une vidéo portant sur le lauréat ou la lauréate sera diffusée au cours de l’année sur La Fabrique culturelle, la plateforme culturelle numérique de Télé-Québec (sauf exception)

## Prix remis par le Centre de formation et de consultation en métiers d'art
Créées en 1986, ces récompenses sont accompagnées d'une bourse de 1 500 $.

### Prix Émergence en métiers d’art
Ce prix récompense un artisan ayant 10 ans et moins de pratique pour la qualité exceptionnelle de son travail. Le Prix a été remis annuellement depuis 2013.

### Prix Distinction en métiers d'art
Ce prix récompense la carrière exceptionnelle d’un artisan créateur ayant 10 ans et plus de pratique.
Avant 2017, il était nommé Prix Hommage en métiers d’art.

## Prix remis par la Fondation de l'Opéra de Québec

### Prix de La Fondation de l’Opéra de Québec
Ce prix récompense un chanteur, une chanteuse ou un ensemble qui s’est distingué(e) au cours de la dernière saison artistique ; ou est attribué à une personne qui, par son dévouement exemplaire ou l’excellence de son travail, a contribué de façon tangible au rayonnement de l’art lyrique dans la région de Québec.
Il est remis sans mises en candidatures et est accompagné d'une bourse de 1 000 $.

## Prix remis par L'Institut Canadien de Québec

### Prix de l'Institut canadien de Québec
Ce prix vise à souligner la contribution exceptionnelle d’une personne, d’un groupe de personnes ou d’un organisme culturel à la vie littéraire de la communauté métropolitaine de Québec au cours de la dernière année dans les domaines de la création littéraire, de l’édition, de la médiation, de l’enseignement, de la recherche, de la production, de la critique ou de la promotion.
Ce prix a été créé en 1979 et est accompagné d'une bourse de 2 000 $.

## Prix remis par Manif d'Art
Le mot videre utilisé dans le nom des deux prix remis par Manif d'Art provient du latin classique et a évolué pour devenir le verbe « voir ». Depuis leur création en 1993, ils sont accompagnées d’un prix de 500 $.

### Prix Videre Relève en arts visuels
Ce prix est accordé à un ou une artiste de la scène émergente, dont la récente production s’est démarquée de l’ensemble de la programmation artistique de la saison en cours dans la région de Québec.

### Prix Videre Création en arts visuels
Ce prix est remis à un ou une artiste dont la récente production s’est démarquée de l’ensemble de la programmation artistique de la saison en cours, dans la région de Québec.

## Prix remis par La Fondation du Théâtre du Trident

### Prix Bernard-Bonnier
Ce prix remis à un musicien ou une musicienne, pour un environnement sonore mémorable.
Ce prix a été créé en 1998 à la mémoire du compositeur du même nom, décédé en 1994. Il est assorti d'une bourse de 500 $.

### Prix de la meilleure mise en scène
Ce prix récompense le travail admirable d'un metteur en scène, ou d'une metteure en scène, tant dans la conception générale d'un spectacle que dans la direction des interprètes.
Mis sur pied en 1986, ce prix est accompagné d'une bourse de 500 $.

### Prix du Fonds du Théâtre du Vieux-Québec
Ce prix est décerné à un artiste dont la conception des costumes est jugée remarquable.
Il a été créé en 2006 par messieurs Denis Denoncourt et Lorenzo Michaud, administrateurs du Fonds du Théâtre du Vieux-Québec, fonds détenu à perpétuité à la Fondation communautaire du grand Québec. Le prix est accompagné d'une bourse de 500 $.

### Prix Jacques-Pelletier
Ce prix récompense un travail admirable en éclairage, maquillage, marionnette ou vidéo.
Ce prix a été créé en 1981 à la mémoire d’un des pionniers de la scénographie au Québec et est accompagné d'un prix de 500 $.

### Prix Paul-Bussières
Ce prix est décerné à un ou une scénographe dont l'environnement théâtral s'est fortement démarqué.
Ce prix a été ajouté en 2016 à la mémoire d’un autre des pionniers de la scénographie au Québec et est également accompagné d'un prix de 500 $.

### Prix Janine-Angers
Ce prix salue la performance marquante d'un ou d'une interprète dans un rôle de soutien.
Créé en 1986, le prix fut rebaptisé en 1988 à la mémoire de la première récipiendaire. Une bourse de 500 $ accompagne ce prix. Ce prix est remis par la Fondation du Théâtre du Trident à l'occasion du gala des Prix d'excellence des Arts et de la Culture, à Québec. Le prix Janine-Angers a été notamment décerné à Marie-Ginette Guay, en 1994 et 2008, ; Lise Castonguay, en 1996 ; Pierre-François Legendre, en 2002 ; Hugues Frenette, en 2005 ;  Éva Daigle, en 2009 ; et Lise Castonguay, en 2012.

### Prix Nicky-Roy
Ce prix souligne un jeune talent particulièrement prometteur.
Créé en 1981 à la mémoire d’une jeune comédienne décédée accidentellement le 20 novembre 1980, il est remis à un comédien, ou une comédienne, qui pratique son art depuis moins de trois ans.
Le prix est accompagné d’une bourse de 500 $.

### Prix Paul-Hébert
Ce prix récompense un comédien, ou une comédienne, qui a offert une interprétation remarquable dans un premier rôle.
Remis chaque année depuis 1977, ce prix est un hommage à Paul Hébert, un homme de théâtre exceptionnel, cofondateur du Théâtre du Trident et pilier du développement du théâtre à Québec.
Le prix est accompagné d’une bourse de 500 $.

## Prix remis par la Chambre de commerce et d'industrie de Québec

### Prix Arts et Affaires de la Chambre de commerce et d'industrie de Québec
Ce prix reconnaît le soutien accordé aux organismes culturels de la grande région de Québec par le milieu des affaires.

### Prix Arts et Affaires de la Chambre de commerce et d’industrie de Québec - PME
Ce prix est destiné aux entreprises privées ou aux sociétés en nom collectif (S.E.N.C) qui comptent moins de 150 employés dans la région de Québec et dont le soutien financier aux organismes culturels provient de fonds locaux. Ce prix a été remis la première fois en 2010.

### Prix Arts et Affaires de la Chambre de commerce et d’industrie de Québec - Grande entreprise
Ce prix s’adresse à toute entreprise privée, publique ou parapublique qui compte plus de 150 employés. Avant 2010, il était connu sous le nom de Prix Arts et Affaires.

### Prix Arts et Affaires de la Chambre de commerce et d’industrie de Québec – Mécène
Ce prix est décerné à une personne d’affaires qui, soit directement ou par l’entremise de sa fondation familiale, apporte un soutien financier, en biens ou en services, sans contrepartie de la part du bénéficiaire.

## Prix remis par la ville de Lévis

### Prix Ville de Lévis
Ce Prix vise à souligner l’apport important des organismes culturels qui voient à la promotion des artistes, à l’organisation d’événements culturels, au dynamisme et à l’accessibilité de la culture de Lévis.

## Prix remis par la ville de Québec

### Prix Ville de Québec
Depuis 2016, ce prix vise à souligner le dynamisme, la qualité et l’originalité du travail d’un organisme ou d’un regroupement artistique culturel professionnel qui œuvre à Québec et dont un ou des éléments distinctifs lui ont permis de se démarquer au cours de la saison.

## Prix remis par le Conseil de la culture des régions de Québec et de Chaudière-Appalaches

### Prix du développement culturel du Conseil de la culture (prix François-Samson)
Ce prix honore une personne dont l’initiative récente a eu un impact significatif sur le développement culturel. C'est depuis 2009 que ce prix porte aussi l'appellation Prix François-Samson.

### Prix du rayonnement international
Ce prix récompense une personne dont les réalisations récentes dans les domaines artistique et culturel ont eu une percée sur le plan international. Depuis 2013, Le Prix du rayonnement international est remis conjointement par le Conseil de la culture des régions de Québec et de Chaudière-Appalaches et Transat A.T. inc.
Ces deux prix sont accompagnés d'une bourse de 3 000 $.

## Lauréats et lauréates des Prix d'excellence des Arts et de la Culture

### Prix Œuvre de la relève dans la Capitale-Nationale
- 2020 : Christiane Vadnais

### Prix Émergence en métiers d’art (décerné par leCégep Limoilouet le Centre de formation et de consultation en métiers d’art (CFCMA))
- 2024 : Catherine Valois

- 2022 : Léa Ménard
- 2020 : Marie-Fauve Bélanger
- 2019 : MariePier St-George, tisserande, ex aequo avec Pierre Boulanger, artisan ébéniste[26].
- 2018 : Michaëlle Brodeur-Paulin, joaillière
- 2017 : Mylène Michaud, artiste textile
- 2016 : Benoit Lauzé, luthier
- 2015 : Geneviève Bélanger et Marc-Étienne Boivin, ébénistes
- 2014 : Anne-Marie Rébillard, joaillière
- 2013 : Marc-André Rousseau, luthier

### Prix Distinction en métiers d'art (décerné par leCégep Limoilouet le Centre de formation et de consultation en métiers d’art (CFCMA))
- 2024 : Véronique Martel, céramiste

- 2022 : Thierry André
- 2020 : Dave Fortin
- 2019 : Emily Lewis, joaillière[26]
- 2018 : Suzanne Paquette
- 2017 : Mireille Racine, artiste textile et chapelière
- 2016 : Carole Baillargeon, artiste textile
- 2015 : Rémi Rouleau, luthier
- 2014 : France Fauteux, céramiste
- 2013 : Marcel Marois, artiste lissier

### Prix de La Fondation de l’Opéra de Québec
- 2019 : (n'a pas été remis)[26]
- 2018 : Michel Baker, directeur artistique de l’Opéra de Québec
- 2017 : La Relève Musicale, organisme faisant la promotion de nouveaux jeunes artistes et chanteurs de la région de Québec
- 2016 : Nathalie Magnan
- 2015 : Guy Lessard
- 2014 : Réal Toupin, baryton-basse et chef de chœur
- 2013 : Robert Huard, baryton-basse
- 2012 : Paul Cadrin, universitaire
- 2011 : Michel Ducharme
- 2010 : Guy Carmichael
- 2009 : Bernard Labadie, chef d’orchestre
- 2008 : Darren Lowe, violoniste solo
- 2007 : Grégoire Legendre, directeur général et artistique de l’Opéra de Québec
- 2006 : Louise Forand-Samson, pianiste
- 2005 : Jean Angers, musicien et pédagogue
- 2004 : Renée Morisset et Victor Bouchard, duo de pianistes
- 2003 : James DePriest, directeur musical de l’Orchestre symphonique de Québec
- 2002 : Jean-Louis Rousseau, violoniste et enseignant
- 2001 : François Morel, compositeur et chef d'orchestre
- 2000 : Le Chœur de l’Orchestre symphonique de Québec
- 1999 : Claude Létourneau, violoniste et pédagogue
- 1998 : Lucien Poirier, directeur de l’École de musique de l’Université Laval, enseignant et chercheur en musicologie (à titre posthume) et Wilfrand Guillemette, directeur du Conservatoire de musique de Québec, clarinettiste et fondateur du National Young Orchestra of Canada

### Prix Videre Relève en arts visuels
- 2024 : Danielle Cormier, pour son exposition Ce qu’il en reste, présentée à la Galerie des arts visuels
- 2023 : Olivier Moisan-Dufour, pour son exposition Architectures présentée à la galerie Le 36

- 2022 : Philip Gagnon pour La pratique contractuelle d’Anne-Marie Groulx (partie 1) exposée à Regart, centre d'artistes en art actuel
- 2021 : Delphine Hébert-Marcoux
- 2020 : Jérôme Trudelle pour son exposition Chronosculpture
- 2019 : Marilou Kenny-Gagnon pour l’exposition Corpuscules[26]
- 2018 : Kaël Mercader pour le projet Entité
- 2017 : Julien Lebargy pour son exposition Programme de découverte spatiale pour ceux qui mélangent les chiffres et la poésie : S4DP+
- 2016 : Charles-Étienne Brochu pour son exposition Heureux ensemble
- 2015 : Charles Fleury pour son exposition Apparitions futuristes : en aval des couches et du suprême
- 2014 : Geneviève Gasse pour son exposition Bureau de recherche
- 2013 : Natalya Petkova pour son exposition pata…graphies
- 2012 : Péio Éliceiry pour son exposition Le Monument
- 2011 : Cynthia Dinan-Mitchell pour son exposition Saloon story art III
- 2010 : Isabelle Demers pour son exposition Lourd comme un cheval mort
- 2009 : Jacynthe Carrier pour son exposition Scènes de genres
- 2008 : Julie Picard pour son exposition À grand déploiement
- 2007 : Christian Messier pour sa performance lors du Putain de bal masqué pervers
- 2007 : Hélène Matte pour son spectacle Voyage-Voyage Prix Videre Événement
- 2006 : Blaise Carrier-Chouinard pour son installation présentée dans la petite galerie de l’œil de Poisson
- 2005 : Dgino Cantin pour son exposition La suite des choses
- 2004 : Branka Kopecki, photographe, pour son exposition Une histoire vraie qui n’existe plus

### Prix Videre Création en arts visuels
- 2024 : Bill Vincent, pour son exposition Exsiccatae, présentée au Centre d’exposition Louise-Carrier
- 2023 : Pierre&Marie (collectif d'artistes), exposition rétrospective Des sanctuaires au cœur des brasiers à l’Espace 400e
- 2022 : Annie Baillargeon
- 2020 : Jeffrey Poirier pour son exposition Écho
- 2019 : Dan Brault pour l’exposition Poèmes de mon pays[26]
- 2018 : Ludovic Boney pour son exposition Sous les chatons
- 2017 : Giorgia Volpe pour son exposition Tisser l’existant
- 2016 : Martin Bureau pour son exposition Check Engine
- 2015 : Jacynthe Carrier pour son projet vidéo Les Eux
- 2014 : Paryse Martin pour son exposition Histoires lacrymogènes
- 2013 : Meriol Lehmann pour son exposition Anglo Canadian Pulp & Paper Mills Ltd
- 2012 : Virginie Mercure pour son exposition XYZ

### Prix Videre Reconnaissance en arts visuels
- 2024 : Richard Baillargeon
- 2023 : Giorgia Volpe

- 2022 : BGL
- 2021 : Claudie Gagnon
- 2020 : Paryse Martin
- 2019 : Ivan Binet, photographe[26].
- 2018 : Helga Schlitter, sculptrice
- 2017 : Alain-Martin Richard, artiste action
- 2016 : Aline Martineau, artiste visuelle
- 2015 : Don Darby, sculpteur
- 2014 : Jocelyn Gasse, artiste et enseignant
- 2013 : Denise Blackburn, artiste espampeuse
- 2012 : Bill Vincent, artiste graveur, peintre et sculpteur
- 2011 : Lucienne Cornet, artiste
- 2010 : Richard Martel, artiste multidisciplinaire
- 2009 : Jocelyn Robert, artiste multidisciplinaire
- 2008 : Reno Salvail, artiste multidisciplinaire
- 2007 : Diane Landry, artiste multidisciplinaire
- 2006 : Lauréat Marois pour l’exposition Séquences
- 2005 : (prix non décerné)
- 2004 : Gabriel Routhier, artiste de l’estampe et graveur sur bois
- 2003 : Jean-Pierre Morin pour son exposition de sculptures Objets détournés
- 2002 : François Chevalier pour son exposition Prolisectation
- 2001 : Paul Lacroix pour son exposition Lèvres de velours et d’autres qui le sont moins
- 2000 : Danielle April pour son exposition Domus
- 1999 : David Naylor pour son exposition La nuit
- 1998 : Marcel Jean pour son exposition présentée à la Galerie Madeleine Lacerte

### Prix Videre Événement
- 2011 : Caroline Gagné pour son œuvre Cargo
- 2010 : Diane Landry pour son exposition Chevalier de la résignation infinie
- 2009 : Annie Baillargeon pour son exposition She just want to be an actress!
- 2008 : Éveline Boulva pour son exposition Épures…
- 2007 : Hélène Matte pour son spectacle Voyage-Voyage
- 2006 : Blaise Carrier-Chouinard pour son installation présentée dans la petite galerie de l’œil de Poisson
- 2005 : Ivan Binet, photographe, pour son exposition Dessous Zéro
- 2004 : Branka Kopecki, photographe, pour son exposition Une histoire vraie qui n’existe plus
- 2003 : Martin Bureau pour son exposition La dérive des surfaces
- 2002 : Richard Mill pour l’exposition de ses œuvres sculpturales présentée à la Galerie des arts visuels de l’Université Laval
- 2001 : François Mathieu pour son projet d’intégration à l’architecture au Centre multiservices de formation professionnelle de Charny
- 2000 : Groupe BGL pour l’exposition Perdu dans la nature
- 1999 : Claudie Gagnon pour son installation Le Plein d'ordinaire
- 1998 : Nathalie Roy pour son exposition Nuit d’anémone (Prix Videre Distinction)

### Prix Bernard-Bonnier
- 2021 : Steve Hamel pour la musique d’Exercices de style
- 2020 : Josué Beaucage pour la musique originale de la pièce Le Cercle de craie caucasien
- 2019 : Vincent Roy et Sarah Villeneuve-Desjardins pour la musique originale de la pièce Antigone
- 2018 :
- 2017 :
- 2016 : Josué Beaucage pour la musique originale de Bousille et les justes
- 2015 : Stéphane Caron pour la musique originale de Macbeth
- 2014 : Patrick Ouellet pour la musique originale de Détour de chant
- 2013 : Martien Bélanger et Frédéric Lebrasseur pour la musique et la conception sonore de Les Enrobantes, cabaret décolleté pour psychanalyste plongeant
- 2012 : Marc Vallée pour la musique originale de Fin de partie
- 2011 : L’Orchestre d’Hommes-Orchestres pour la conception musicale de L’Opéra de quat’sous
- 2010 : Pascal Robitaille pour la musique de À la défense des moustiques albinos
- 2009 : Josué Beaucage pour la conception musicale de Le « K » Buster
- 2008 : Stéphane Caron pour la musique originale et les ambiances sonores de Cyrano de Bergerac
- 2007 : Pascal Robitaille pour la conception de l’environnement sonore des pièces Santiago et La cantatrice chauve
- 2006 : Philippe Côté et Olivier Forest pour la conception sonore de Jacques et son maître
- 2005 : Mathieu Doyon pour l’environnement sonore de Gros et détail
- 2004 : Pascal Robitaille pour Macbeth
- 2003 : Pierre Potvin pour la conception sonore de Chroniques de La vérité occulte
- 2002 : Pascal Robitaille pour la conception sonore de Mammouth et Maggie
- 2001 : Stéphane Caron pour la conception sonore de la pièce Les Caprices de Marianne
- 2000 : Fabrice Tremblay pour la conception sonore de la pièce Les Frères Karamazov
- 1999 : (n'a pas été remis)
- 1998 : (n'a pas été remis)

### Prix de la meilleure mise en scène
- 2021 : Marie-Josée Bastien pour la mise en scène d’Exercices de style
- 2020 : Maryse Lapierre pour la mise en scène de la pièce Les Plouffe
- 2019 : Olivier Lépine pour la mise en scène de la pièce Chapitres de la chute - Saga des Lehman Brothers
- 2016 : Hugues Frenette pour la mise en scène de Qui a peur de Virginia Wolfe?
- 2015 : Maxime Robin pour la mise en scène de Photosensibles
- 2014 : Jean-Philippe Joubert pour la mise en scène de Mois d’août
- 2013 : Marie-Hélène Gendreau pour la mise en scène de Trainspotting
- 2012 : Édith Patenaude pour la mise en scène de L’Absence de guerre
- 2011 : Martin Genest pour la mise en scène de L’Opéra de quat’sous
- 2010 : Martin Genest pour la mise en scène d’Octobre 70
- 2009 : Jacques Leblanc pour la mise en scène de Le Menteur
- 2008 : Marie-Josée Bastien pour la mise en scène de Richard Trois
- 2007 : Marie-Josée Bastien pour la mise en scène de On achève bien les chevaux
- 2006 : Martin Genest pour la mise en scène de Jacques et son maître
- 2005 : Frédéric Dubois pour la mise en scène de Vie et mort du roi boiteux
- 2004 : Marie-Josée Bastien pour la mise en scène de Impromptu
- 2003 : Jacques Leblanc pour sa mise en scène de l’opéra Hänsel und Gretel
- 2002 : Philippe Soldevila pour Le Temple
- 2001 : Robert Lepage pour la mise en scène de La Face cachée de la Lune
- 2000 : Lorraine Côté pour la mise en scène de Comédies françaises
- 1999 : Michel Nadeau pour La Mort d'un commis voyageur
- 1998 : Gill Champagne pour la mise en scène de La minute acoustique

### Prix du Fonds du Théâtre du Vieux-Québec
- 2021 : Virginie Leclerc pour la conception des costumes de Boom X
- 2020 : Sébastien Dionne pour la conception des costumes de la pièce Les Plouffe
- 2019 : (n'a pas été remis)
- 2018 : (n'a pas été remis)
- 2017 : (n'a pas été remis)
- 2016 : Mona Eliceiry pour la conception des costumes de Trois nuits avec Madox
- 2015 : Maude Audet pour la conception des costumes de La chatte sur un toit brûlant
- 2014 : Élène Pearson pour la conception des costumes de Le Bourgeois gentilhomme
- 2013 : Élène Pearson pour la conception des costumes de Rhinocéros
- 2012 : Virginie Leclerc pour la conception des costumes de Fin de partie
- 2011 : (n'a pas été remis)
- 2010 : Catherine Higgins pour la conception des costumes de Caligula
- 2009 : Virginie Leclerc pour la conception des costumes de L’Asile de la pureté
- 2008 : Julie Morel pour la conception des costumes de L’Oiseau vert
- 2007 : Érica Schmitz pour la conception des costumes de la pièce Santiago
- 2006 : Julie Morel pour la conception des costumes de Jacques et son maître

### Prix Jacques-Pelletier
- 2021 : Nicolas Dostie pour la vidéo de Boom X, de Rick Miller
- 2020 : Alan Lake pour les chorégraphies de La duchesse de Langeais
- 2019 : Jean-François Labbé pour les éclairages d'Antigone
- 2018 : (n'a pas été remis)
- 2017 : (n'a pas été remis)
- 2016 : Mathieu C. Bernard pour les éclairages de la pièce S’aimer
- 2015 : Sonoyo Nishikawa pour les éclairages de la pièce Macbeth
- 2014 : Lionel Arnould pour les images vidéo de la pièce Les Aiguilles et l’opium
- 2013 : Christian Fontaine pour les éclairages de la pièce Scalpée
- 2012 : Pierre Robitaille pour la conception des marionnettes et des maquettes de la pièce La ville en rouge
- 2011 : Philippe Lessard Drolet pour la conception vidéo et les éclairages de la pièce Édredon, objet théâtral pour la toute petite enfance
- 2010 : Claudia Gendreau pour la conception du décor de la pièce Charbonneau et le Chef
- 2009 : Michel Gauthier pour la conception du décor de la pièce Le Menteur
- 2008 : Josée Campanale pour la création des marionnettes et du décor dans la pièce Balade au pays de la forêt qui marche
- 2007 : Denis Guérette pour la création des éclairages de la production Phèdre
- 2006 : Christian Fontaine pour l’environnement de la pièce En attendant Godot
- 2005 : Jean Hazel pour l’environnement de la pièce Langue-à-langue des chiens
- 2004 : Catherine Higgins pour les costumes de la pièce Marie Tudor
- 2003 : Sonoyo Nishikawa pour la conception des éclairages d’Antigone
- 2002 : Marie-Chantale Vaillancourt pour la conception des costumes de Monsieur Bovary
- 2001 : Denis Guérette pour ses éclairages de Les Mains d’Edwidge au moment de la naissance
- 2000 : Denis Denoncourt pour la scénographie de Partie de quilles
- 1999 : Marie-Chantale Vaillancourt pour Yvonne, princesse de Bourgogne
- 1998 : Jean Hazel pour la scénographie de La minute acoustique

### Prix Paul-Bussières
- 2021 : Sébastien Dionne pour la conception du décor d’Exercices de style
- 2020 : Véronique Bertrand, pour la conception du décor de Rouge, de John Logan,
- 2019 : Marie-Renée Bourget Harvey pour la conception du décor de Christine, la reine-garçon
- 2018 : Claudia Gendreau pour la conception du décor de L'hôpital des poupées
- 2017 : (n'a pas été remis)
- 2016 : Christian Fontaine, Jean-Pierre Cloutier et Robert Lepage pour la conception du décor de Quilis de Doug Wright
- 2015 : Jean-François Labbé pour la conception du décor de Mes enfants n’ont pas peur du noir
- 2014 : Monique Dion pour la conception du décor de Mois d’août, Osage County
- 2013 : Vano Hotton pour la conception du décor de Les Chaises
- 2012 : Marie-Renée Bourget Harvey pour la conception du décor de Tom à la ferme
- 2011 : Élyane Martel pour la conception du décor de la pièce Domino

### Prix Janine-Angers
- 2021 : Stéfanelle Auger pour ses différents rôles dans Ce qu’on respire sur Tatouine
- 2020 : Jean-Michel Girouard pour son rôle de Napoléon Plouffe dans la pièce Les Plouffe
- 2019 : Sarah Villeneuve-Desjardins pour son rôle de la mère dans la pièce The Dragonfly of Chicoutimi
- 2015 : Noémie O’Farrell pour son rôle de Daisy dans Photosensibles
- 2014 : Emmanuel Bédard pour son rôle de Pantalon dans Arlequin serviteur de deux maîtres
- 2013 : Jean-Pierre Cloutier pour son rôle de Tommy Murphy dans Trainspotting
- 2012 : Lise Castonguay pour son rôle d’Agathe dans Tom à la ferme
- 2011 : Jonathan Gagnon pour son rôle de Marcel dans Le cardigan
- 2010 : Éric Leblanc pour son rôle de Laroche dans Charbonneau et le Chef
- 2009 : Éva Daigle pour son rôle de Catherine Tayet dans L’Asile de la pureté
- 2008 : Marie-Ginette Guay pour son rôle de Bertha dans Un simple soldat
- 2007 : Vincent Champoux pour ses interprétations du Dr Sorbier et de Lucien Cheval dans Le dîner de cons
- 2006 : Bertrand Alain pour son interprétation de Gascogne et de M. Ricardo dans la pièce Un curioso accidente
- 2005 : Hugues Frenette pour son interprétation de Flamand dans la pièce Turcaret ou le Financier
- 2004 : Véronique Aubut pour son rôle de la Duchesse d’Antan dans Impromptu
- 2003 : Guy-Daniel Tremblay pour son rôle de Trivelin dans La Double Inconstance
- 2002 : Pierre-François Legendre, pour son rôle de Lucio dans Mesure pour mesure
- 2001 : Denise Dubois pour son rôle d’Yvonne dans Une Maille à l’envers
- 2000 : Linda Laplante pour son rôle d’Isalaide Lussier-Voucru dans Ines Pérée et Inat Tendu
- 1999 : Rychard Thériault dans Ecce Homo
- 1998 : Bertrand Alain pour sa performance dans la pièce Un timide au palais

### Prix Nicky-Roy
- 2020 : Laurence Champagne pour son rôle de Juliette dans Roméo et Juliette
- 2019 : Vincent Legault pour son rôle d'Étienne dans Conte du Soleil
- 2018 : (n'a pas été remis)
- 2017 : Pascale Renaud-Hébert pour ses divers rôles dans L'art de la chute
- 2016 : David Bouchard pour son rôle de Chris dans Épicerie
- 2015 : Catherine Simard pour son rôle de Catherine/Stacy dans Envies
- 2014 : Charles-Étienne Beaulne pour son rôle de Truffaldino dans Arlequin serviteur de deux maîtres
- 2013 : Claude Breton-Potvin pour son rôle d’Alison dans Trainspotting
- 2012 : Catherine Hugues pour son rôle de Clytemnestre dans Iphigénie en auto
- 2011 : Chantal Dupuis pour ses rôles de Simone, la fille, la mère, Viviane, Anne et plusieurs autres dans Théâtre sans animaux
- 2010 : Matthew Fournier pour son rôle de Benoît (Jeune) dans …et autres effets secondaires
- 2009 : Valérie Marquis pour son rôle de Thea Elvsted dans Hedda Gabler
- 2008 : Israël Gamache pour ses rôles de Clarin et Lisandro dans Le Magicien prodigieux
- 2007 : Jean-Michel Déry pour son interprétation du maître de jeux Ludger Drouin dans la pièce On achève bien les chevaux
- 2006 : Éva Saïda pour son interprétation d’une jeune palestinienne dans la pièce Si tu veux être mon amie
- 2005 : Marjorie Vaillancourt pour son interprétation de Djoukie dans la pièce Langue-à-langue des chiens
- 2004 : Christian Michaud pour son rôle de Macbeth dans Macbeth
- 2003 : Sylvio-Manuel Arriola pour son rôle de Gaspard dans la pièce Chroniques des jours entiers, des nuits entières
- 2002 : Myriam LeBlanc pour son rôle de Catherine Holly dans Soudain l’été dernier
- 2001 : Édith Paquet pour son rôle de Felicita dans Les Femmes de bonne humeur
- 2000 : Évelyne Rompré pour son rôle de Ines Pérée dans Ines Pérée et Inat Tendu
- 1999 : Nadine Meloche pour Agnès de Dieu
- 1998 : Francis Martineau pour son interprétation dans Souvenirs de Brighton Beach

### Prix du meilleur texte
- 2021 : Isabelle Hubert et Olivier Normand pour Boîte d’allumettes
- 2020 : Laura Amar pour sa pièce Nikki ne mourra pas, une production du Collectif des sœurs Amar
- 2019 : Charles Fournier pour sa pièce Foreman

### Prix Arts et Affaires de la Chambre de commerce et d'industrie de Québec - PME
- 2020 : LG2 pour leur soutien à l’Orchestre symphonique de Québec
- 2019 : Stein Monast, avocats, pour leur soutien à l’Orchestre symphonique de Québec depuis 30 ans[26].
- 2018 : (n'a pas été remis)
- 2017 : Autobus Fleur de Lys pour son soutien auprès de Jeunes musiciens du monde
- 2016 : SpeedMédia pour son soutien auprès de la fondation Sourdine
- 2015 : Denis Blondeau Assurances inc. pour son soutien à Entr’actes
- 2014 : L’Auberge Saint-Antoine pour son soutien indéfectible à Les Violons du Roy
- 2013 : Restaurant L’Affaire est ketchup et son propriétaire François Jobin pour son soutien au Théâtre Périscope
- 2012 : TRYP Hôtel PUR Québec pour sa collaboration au festival littéraire Québec en toutes lettres
- 2011 : Les Foyers Don-Bar inc. pour son soutien à l’International des musiques sacrées
- 2010 : MacDougall MacDougall & Mac Tier pour son soutien aux Violons du Roy et à la Chapelle de Québec

### Prix Arts et Affaires de la Chambre de commerce et d'industrie de Québec - Grandes Entreprises
- 2019 : Restos Plaisirs pour leur soutien au Festival de cinéma de la ville de Québec[26].
- 2018 : Québecor pour son soutien au Théâtre de la Bordée
- 2017 : Industrielle Alliance pour son soutien au Morrin Centre
- 2016 : Le Fairmount Château Frontenac pour son soutien au Défilé de la St-Patrick de Québec
- 2015 : Exceldor pour son soutien à la Fondation du Musée national des beaux-arts du Québec
- 2014 : Alcoa Canada, principal partenaire et présentateur de la programmation annuelle des expositions du Musée de la civilisation et particulièrement, en 2013, pour sa contribution spéciale à la réalisation de La Volière
- 2013 : (n'a pas été remis)
- 2012 : Roche ltée pour son engagement et son soutien auprès de l’Opéra de Québec
- 2011 : Alex Coulombe ltée pour son soutien à l’événement Le Grand rire de Québec
- 2010 : La Capitale groupe financier pour son soutien au Carrefour international de théâtre de Québec
- 2009 : Bell Canada pour sa participation active au déroulement du Festival d’été de Québec depuis 2001
- 2008 : Banque Nationale pour sa participation financière à la comédie musicale et théâtrale Les Misérables
- 2007 : BPR pour sa philosophie d’entreprise qui prône l’appui aux arts et à la culture de la région de Québec
- 2006 : Ogilvy Renault pour sa contribution à la production Le Libertin présentée par le Théâtre du Trident dans le cadre de sa 35e saison
- 2005 : La Maison Simons pour le don de la Fontaine de Tourny à la Ville de Québec et pour son soutien depuis plusieurs années à des organismes culturels, dont l’Opéra de Québec
- 2004 : Hôtel Royal Willian pour son appui au Festival des musiques sacrées de Québec, au Théâtre de la Bordée et à la salle Dina-Bélanger
- 2003 : SSQ Groupe Financier pour la constance de son engagement envers Les Violons du Roy depuis 1996
- 2002 : Hydro-Québec pour sa contribution financière à l’ensemble du milieu culturel, notamment à la réussite et au développement de Les violons du Roy et du Domaine Forget
- 2001 : Centre commercial Place Fleur de Lys pour sa contribution financière, en services et soutien logistique depuis plusieurs années au Festival de la bande dessinée francophone de Québec
- 2000 : Autobus Laval pour avoir fourni le transport des seize troupes internationales de Montréal à Québec et le transport local pendant les dix jours du Festival folklorique des enfants du monde de Beauport
- 1999 : Radio-Canada pour sa contribution à l’exposition Rodin présentée au Musée du Québec
- 1998 : Fédération des Caisses populaires Desjardins pour la création d’un fonds pour l’OSQ et la commandite de spectacles et le soutien en général qu’elle accorde au milieu culturel depuis plusieurs années

### Prix Arts et Affaires de la Chambre de commerce et d’industrie de Québec – Mécène
- 2020 : Claude Choquette pour son soutien au Musée de la civilisation.
- 2019 : Roland Lepage pour son soutien au Musée de la civilisation[26],[27].
- 2018 : Hubert Laforge pour son soutien au Musée de la civilisation.
- 2017 : Pierre Martin, architecte, pour son soutien à Premier Acte.
- 2016 : Me Claude Robitaille, notaire, pour son soutien au Théâtre du Trident.
- 2015 : L’honorable Paule Gauthier, avocate associée chez Stein Monast, pour son soutien à la Fondation du Musée des beaux-arts du Québec.
- 2014 : Dr Éric Dupont, entrepreneur philanthrope, figure parmi les plus grands donateurs du Musée national des beaux-arts du Québec. Il était au premier rang de la campagne de financement majeure de la Fondation du musée lors de son lancement en 2010.
- 2013 : Louis Paquet, vice-président de la Financière Banque Nationale, pour son soutien à la Fondation du Musée national des beaux-arts du Québec.
- 2012 : Christian Goulet pour son implication et pour ses efforts de rapprochement entre le milieu culturel et le milieu des affaires.

### Prix Ville de Lévis
- 2024 : L’école Solidartis

- 2020 : Académie de danse rive-sud
- 2019 : Regart, centre d’artistes en art actuel[26]
- 2018 : Diffusion culturelle de Lévis pour ses 40 ans de contribution au dynamisme et au développement culturel de Lévis et de sa région à titre d’organisme professionnel emblématique.
- 2017 : Atelier Bleu M’ajjjiiik pour ses créations et ses présentations de pièces de théâtre professionnel s’adressant aux enfants et aux jeunes.
- 2016 : La maison natale de Louis Fréchette pour l’aménagement du nouvel Espace conte, la réalisation d’une exposition permanente sur la vie et l’œuvre de Louis Fréchette et le développement d’une nouvelle série destinée aux jeunes de 6 à 12 ans.

### Prix Ville de Québec - Organisme
- 2024 : Antitube

- 2020 : Musée ambulant, organisme à vocation culturelle et éducative qui a pour mission d’amener l’art vers son public.
- 2019 : Flip Fabrique ex aequo avec Machine de cirque[26]
- 2018 : Théâtre Périscope pour avoir réussi à relocaliser les spectacles prévus à quelques semaines d’avis pour la saison 2017-2018 et qui a fait preuve de résilience et d’une capacité d’adaptation remarquables.
- 2017 : Manif d’art pour la présentation du travail de centaines d’artistes lors de la tenue de la 8e biennale.
- 2016 : Club musical de Québec pour la place unique qu’occupe cette institution, ainsi que ses efforts pour se renouveler et diversifier son public à l’occasion de son 125e anniversaire.
- 2015 : L’Orchestre d’Hommes-Orchestres, collectif d’artistes multidisciplinaires, pour d’être démarqué par ses productions Les Palais et Convoi.
- 2014 : Le Printemps des poètes, producteur et diffuseur d’activités de poétisation.
- 2013 : Les Incomplètes, compagnie de création théâtrale auprès de la petite enfance.

### Prix Ville de Québec - Art public
- 2024 : Pierre & Marie, Le contour de nos souvenirs, Maison des aînés et alternative de Lebourgneuf

### Prix du développement culturel du Conseil de la culture (prix François-Samson)
- 2020 : Karine Ledoyen
- 2019 : Antoine Gauthier, directeur général du Conseil québécois du patrimoine vivant[28].
- 2018 : Dominique Lemieux, directeur général de la Maison de la littérature et directeur général de la coopérative Les Libraires de 2009 à 2018.
- 2017 : Harold Rhéaume, chorégraphe, directeur artistique et co-directeur général de la compagnie Le Fils d’Adrien danse.
- 2016 : Catherine Gaumond, directrice du musée et des archives du Monastère des Augustines et Bernard Gilbert, directeur général et artistique de la Maison de la littérature et du festival Québec en toutes lettres.
- 2015 : Antoine Tanguay, fondateur et directeur des Éditions Alto.
- 2014 : Vincent Roy, cofondateur et directeur général et artistique d’EXMURO arts publics.
- 2013 : Thomas-Louis Côté, directeur du Festival de la bande dessinée francophone de Québec.
- 2012 : Grégoire Legendre, directeur général et artistique de l’Opéra de Québec.
- 2011 : Yves Neveu, directeur général de l’École de cirque de Québec.
- 2010 : Marie Gignac et Dominique Violette, respectivement directrice artistique et directrice générale du Carrefour international de théâtre de Québec.
- 2009 : Dominique Garon, instigatrice de l’événement Le Printemps des Poètes.
- 2008 : Harold Rhéaume, chorégraphe et instigateur de l’événement Le fil de l’Histoire.
- 2007 : Christiane Bélanger, professeure de danse, chorégraphe professionnelle et metteure en scène.
- 2006 : Karine Ledoyen, danseuse et chorégraphe.
- 2005 : Hélène Leclerc, directrice générale du Domaine Joly de Lotbinière.
- 2004 : Claude Bélanger, fondateur et directeur de Manifestation internationale d’art de Québec
- 2003 : Lydia Wagerer, chorégraphe et danseuse.
- 2002 : Christian L. Noël, jeune entrepreneur culturel.
- 2001 : Hélène Fortier, agente d’artiste et diffuseuse spécialisée en jazz.
- 2000 : Johanne Dor, directrice artistique et administrative de La Rotonde
- 1999 : François Cinq-Mars, directeur, Musée minéralogique et minier de Thetford Mines.
- 1998 : Denis LeBrun, directeur général du Salon international du livre de Québec.

### Prix du rayonnement international
- 2020 : Carol Cassistat, directeur artistique du Théâtre du Gros Mécano, notamment pour les importantes tournées à l’étranger.
- 2019 : Dominique Roy, Adrien Landry et Donald Vézina, co-commissaires de la Biennale internationale du lin de Portneuf[28]
- 2019 : Guillaume Fournier, Samuel Matteau et Yannick Nolin, réalisateurs du court métrage Acadiana (Mention spéciale du jury)[26]
- 2018 : Alexandre Fecteau, metteur en scène et auteur, pour la création du spectacle de théâtre le NoShow.
- 2017 : Vincent Dubé, artiste multidisciplinaire, fondateur et directeur général de l’organisme Machine de Cirque pour le spectacle Machine de cirque.
- 2016 : Mélanie Carrier et Olivier Higgins pour le film Québécoisie.
- 2015 : Collectif d’artistes BGL pour avoir été sélectionné comme représentant du Canada à la Biennale de Venise.
- 2014 : Paule-Andrée Cassidy, chanteuse-interprète, pour sa démarche non commerciale qui l’a amenée à se produire dans divers événements à travers le monde.
- 2013 : Agnès Zacharie, directrice artistique de l’Ubus Théâtre, compagnie axée sur la marionnette miniature et les petits objets, qui réalise en 2012-2013 un périple éblouissant sur le territoire de la francophonie européenne avec son autobus scolaire transformé en salle de spectacle.
- 2012 : David Jacques, guitariste, pour ses quelque 200 concerts par année dans le monde, dont un particulièrement remarqué au Carnegie Hall en novembre 2011.
- 2011 : Francine Boulay et Gill Champagne, codirecteurs généraux du Théâtre du Trident, pour la pièce Les trois sœurs au prestigieux festival Tchékov de Moscou et à la Saison de la Russie au Brésil.
- 2010 : Henri Bernardet et Myriam Verreault, coréalisateurs du film À l’ouest de Pluton qui a été sélectionné dans près d’une cinquantaine de festivals et a remporté plusieurs prix internationaux.
- 2009 : Carol Cassistat, directeur artistique du Théâtre du Gros Mécano, notamment pour les importantes tournées à l’étranger réalisées en 2009.
- 2008 : Martine Beaurivage, directrice de Vidéo Femmes, notamment pour son projet d’échange Québec-Argentine.
- 2007 : Denise Pelletier, artiste graveuse, qui mène une carrière sur cinq continents.
- 2006 : Jocelyn Robert, créateur en arts médiatiques, pour avoir présenté une exposition dans le cadre de l’événement Avatar-Vooruit en Belgique et une seconde à Paris dans le cadre de Francoffonies.
- 2005 : Martine Asselin, vidéaste, pour les nombreux prix qu'elle a récolté ici et à l’étranger.
- 2004 : Raynald Ouellet, membre fondateur et directeur artistique du Carrefour mondial de l’accordéon de Montmagny, pour avoir positionné cet événement comme un incontournable au niveau international.
- 2003 : Diane Landry, artiste multidisciplinaires dont les œuvres ont largement été diffusées au Québec, au Canada, aux États-Unis, au Mexique, en France, en Autriche et en
- 2002 : Ulric Breton, gestionnaire culturel depuis maintenant quarante ans, démontre un engagement indéfectible en faveur du rayonnement de la chanson francophone.
- 2001 : Chantal Gilbert, joaillière et coutelière d’art, pour ses œuvres qui ont été montrées en France, en Suisse, en Espagne et aux États-Unis.
- 2000 : Carole Baillargeon, artiste en arts visuels qui contribuent au rayonnement de sa discipline à l'échelle internationale.
- 1999 : Marcel Marois, artiste licier, pour avoir contribué au rayonnement de sa discipline à l’échelle nationale et internationale, dont plusieurs expositions d’envergure en Angleterre, aux États-Unis, au Japon et en Pologne.
- 1998 : Bernard Labadie, directeur musical de Les Violons du Roy, pour le concert donné cette année au Lincoln Center de New York.